# Departamento Durazno
Durazno ist ein Departamento in Uruguay. Es liegt im Zentrum des Landes.

## Geographie

### Lage und Landschaftsbild
Das eine Flächenausdehnung von 11.643 km² aufweisende Durazno ist eine wasserreiche Region, da sie von den Flüssen Río Negro und Río Yí eingeschlossen ist. Im Río Negro, an der Nordgrenze der Region, befinden sich drei große Stauseen, die künstlich angelegt wurden, um die Region über Wasserkraftwerke mit Energie zu versorgen. Die drei großen Stauseen Rincón del Bonete, Baygorria und Palmar haben die Landschaft in diesem Gebiet seit ihrem Bau sehr geprägt. Cerro Chato ist mit 260 m über dem Meeresspiegel der höchste Punkt in Durazno.

### Siedlungsstruktur
Die Hauptstadt Durazno hat 34.372 Einwohner (Stand: 2011). Sie ist der einzige größere Ort im Departamento, in ihr wohnen beinahe die Hälfte seiner Einwohner. Das Departamento selbst gehört neben Flores und Treinta y Tres zu den am dünnsten besiedelten Regionen Uruguays. 1990 lag die Anzahl der Einwohner pro Quadratkilometer knapp unter fünf.

### Bodenschätze
In Durazno existieren bei Paso de las Piedras Uran-Lagerstätten. In Blanquillo sind Kaolin-Vorkommen vorhanden.

## Infrastruktur

### Bildung
Durazno verfügt über insgesamt sieben weiterführende Schulen (Liceos), in denen 4.423 Schüler von 400 Lehrern unterrichtet werden. Das älteste Liceo des Departamentos ist das in der Departamento-Hauptstadt Durazno angesiedelte, 1913 gegründete Liceo Departamental "Dr. Miguel C. Rubino". (Stand: Dezember 2008)

### Verkehr
Über den in der Nähe der Hauptstadt befindlichen Flughafen Santa Bernardina hat Durazno auch Anschluss an den Luftverkehr.

## Einwohner
Während 2004 58.859 Einwohner gezählt wurden, betrug die im Rahmen der Volkszählung des Jahres 2011 ermittelte Einwohnerzahl 62.011.

## Politik
Die Führungsposition der Exekutive des Departamentos, das Amt des Intendente, hat Benjamín Irazábal von der Partido Nacional inne.

### Ehemalige Intendenten
- Raúl Iturria